# Musée du couvent Sainte-Catherine
Le musée du couvent Sainte-Catherine (Museum Catharijneconvent en néerlandais) d'Utrecht est un musée d'État d'art religieux à Utrecht. Le musée est installé dans les bâtiments de l'ancien couvent Sainte-Catherine (d'abord couvent de carmélites, puis des hospitaliers de Saint-Jean de Jérusalem) qui était probablement déjà consacré à l'origine à sainte Catherine et devenu ensuite au milieu du XIXe siècle archevêché d'Utrecht, jusqu'en 1979. Il jouxte la cathédrale Sainte-Catherine qui était l'ancienne église conventuelle. Les collections du musée proviennent de divers lieux.

## Historique

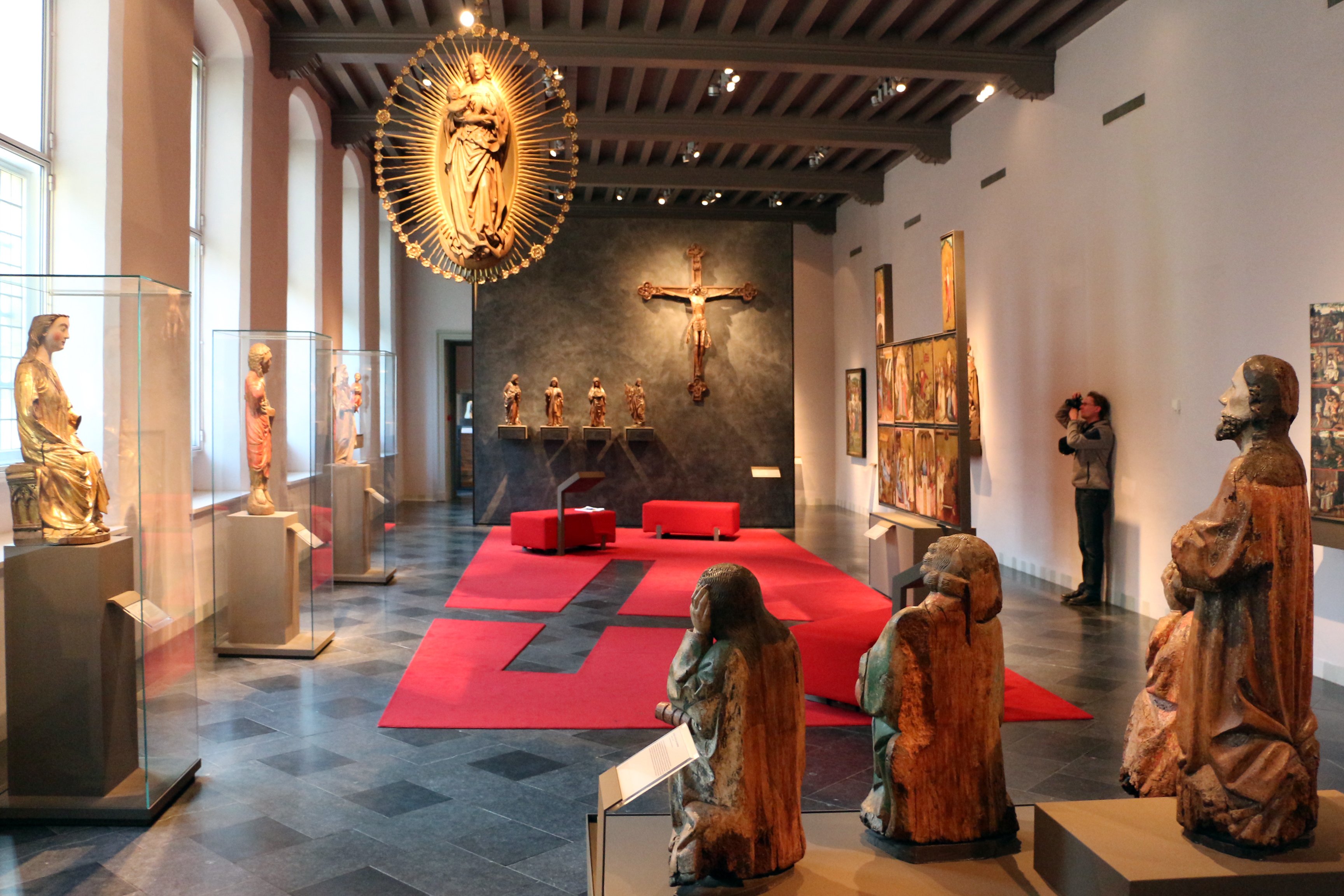
Salle d'exposition permanente.

Fondé en 1979, le musée reçoit dès 1980 le prix du musée européen de l'année. L’ensemble du complexe du couvent a été restauré, et le musée est depuis 1995 indépendant et ses salles thématiques ont été entièrement rénovées. Il participe à la traditionnelle nuit des musées d'Utrecht (en).

## Collections
Le musée abrite une vaste collection d'œuvres historiques et artistiques, notamment la collection de l'archidiocèse d'Utrecht dont l'archevêque a résidé jusqu'en 1979 au couvent Sainte-Catherine. Il incorpore également des collections auparavant conservées en de lieux divers, provenant du musée diocésain d'Haarlem, du Oud-Katholiek Museum (OKM), et de la Fondation protestante art religieux.
La période couverte par la collection s'étend de début du Moyen Âge jusqu'au XXIe siècle. La collection offre une vision de l'art chrétien ainsi que de la culture et de l'histoire des Pays-Bas. Elle présente une image de l'art protestant et catholique, de l'histoire culturelle des Pays-Bas et de l'impact de cette histoire sur la société néerlandaise.

### Manuscrits

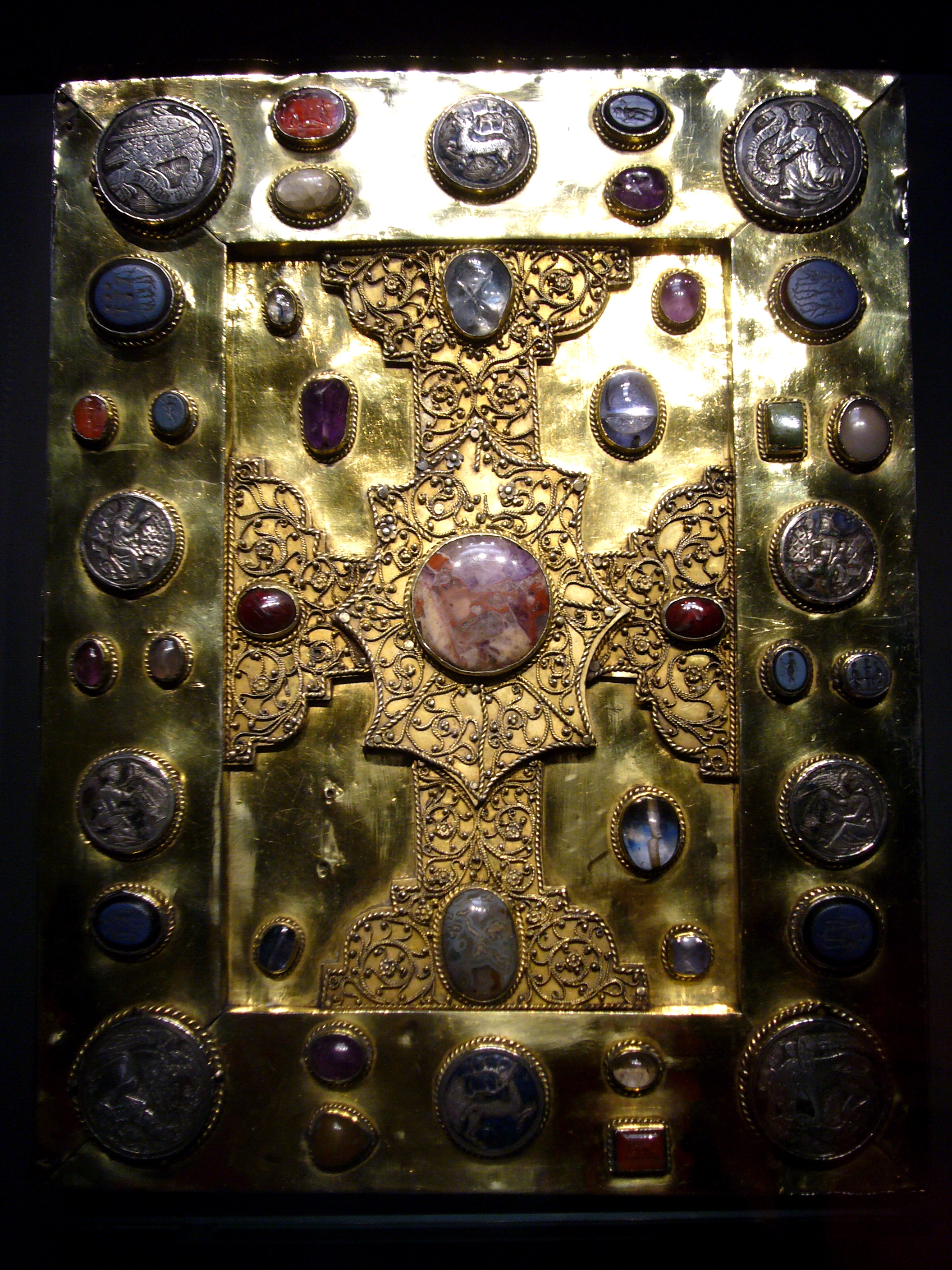
Ansfriedcodex.
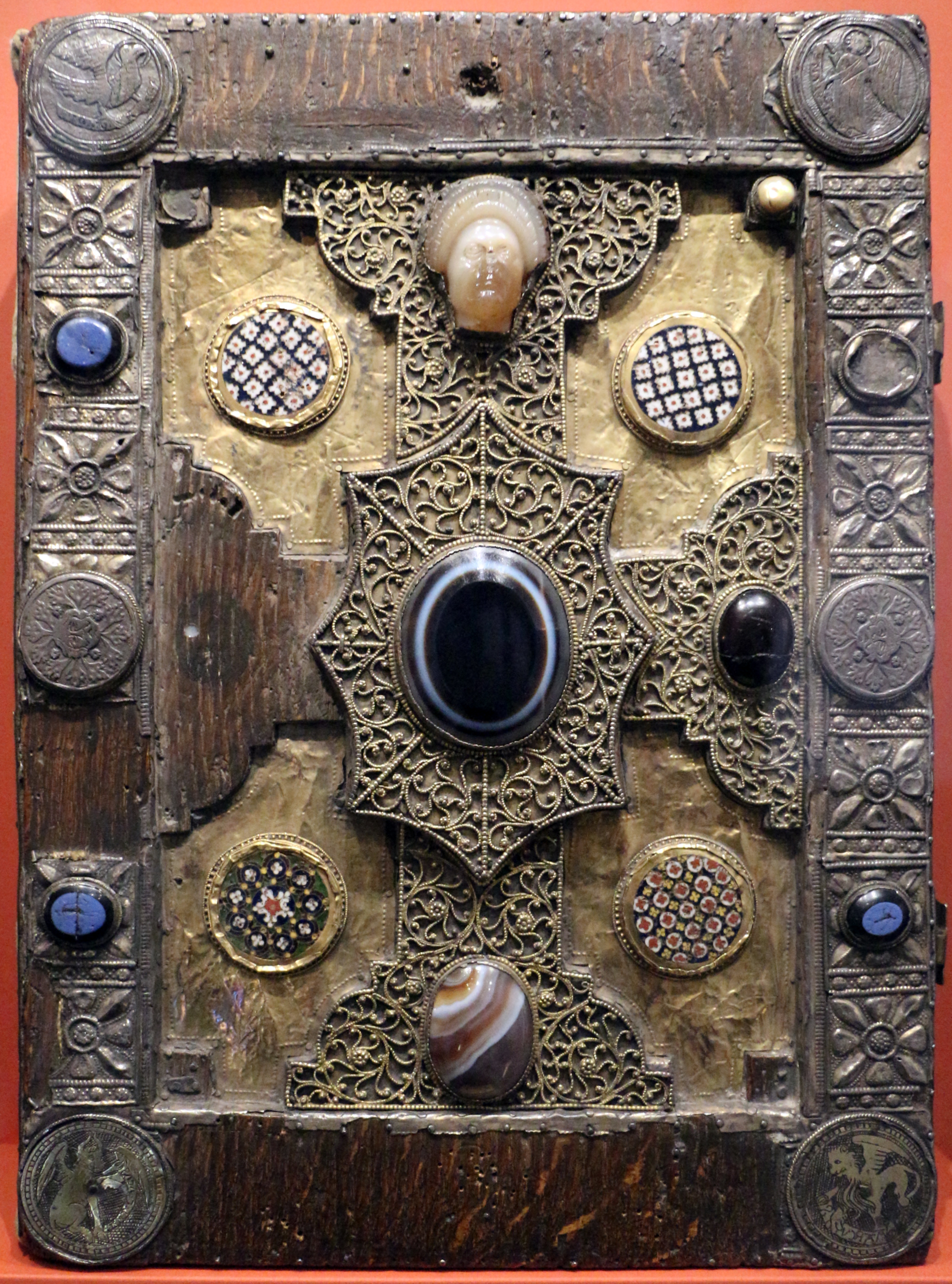
Bernulphuscodex
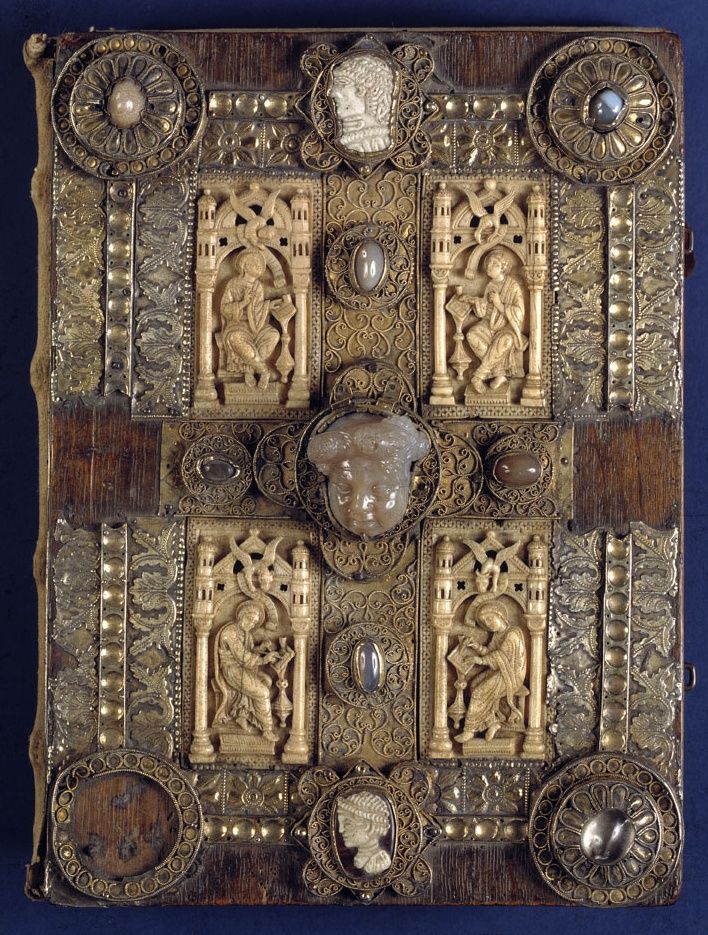
Lebuinuscodex

La collection comprend des manuscrits aux images richement travaillées, aux reliures ornées de pierres précieuses, et peintures, retables, des vêtements et objets ecclésiastiques en or et argent richement ornés. Entre autres, sont conservés en ce lieu trois évangéliaires :
- le Lebuinuscodex (IXe siècle), ou codex Lébuin nommé d'après Lébuin ; il figurait dans un inventaire de l'église Saint-Lébuin de  Deventer[2] ;
- l'Ansfriedcodex (Xe siècle) ou codex d'Ansfrid, offert par Ansfrid d'Utrecht à l'Évêché d'Utrecht ;
- le Bernulphuscodex (première moitié du XIe siècle). Ce codex de Bernulphus (ou Bernold) est un manuscrit richement décoré[2]. Bernold d'Utrecht était évêque d'Utrecht (1027–1054).

### Œuvres en ivoire
Un des points forts de la collection est constitué d'œuvres en ivoire, et notamment le Lebuinuskelk (calice de saint Lébuin).

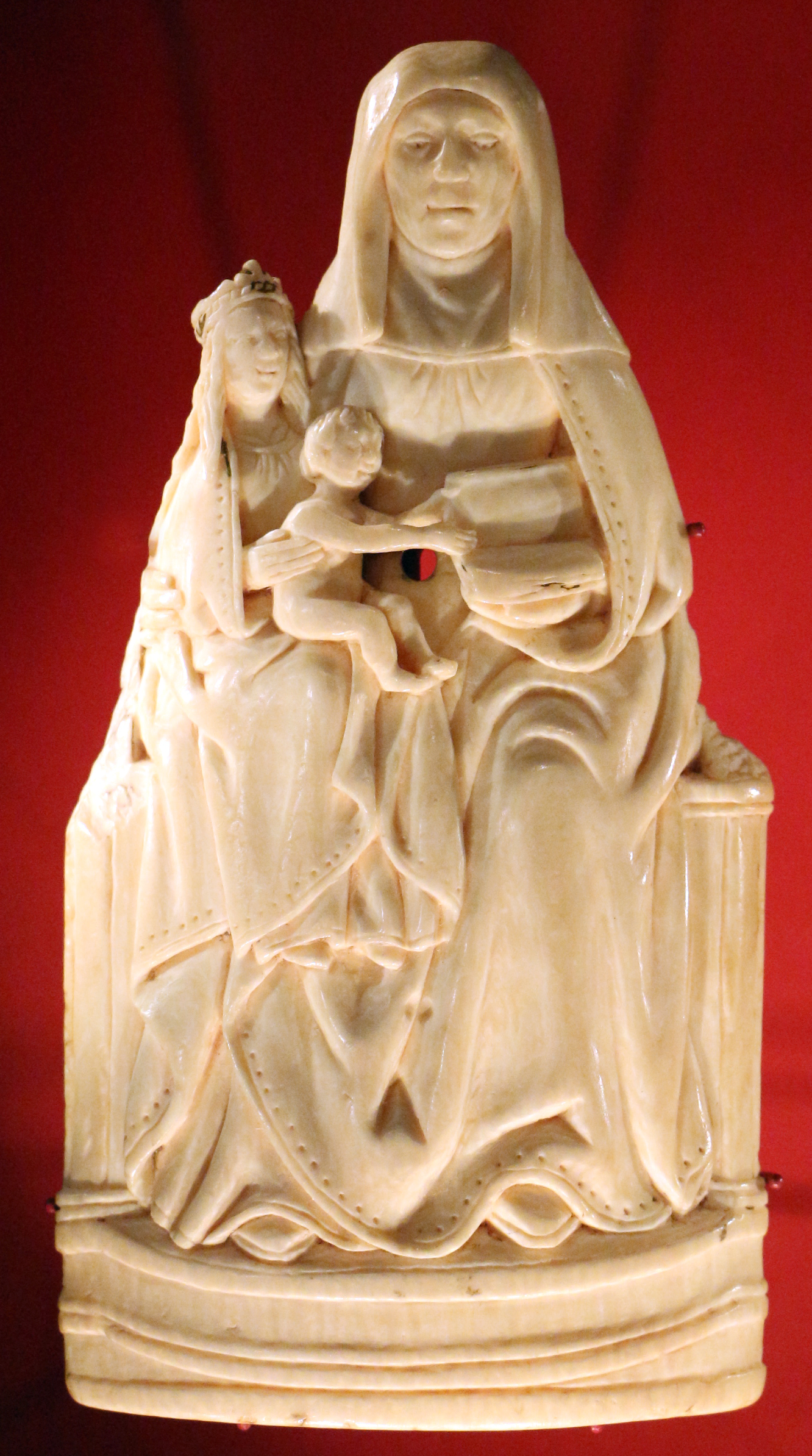
Sainte Anne trinitaire (vers 1530)
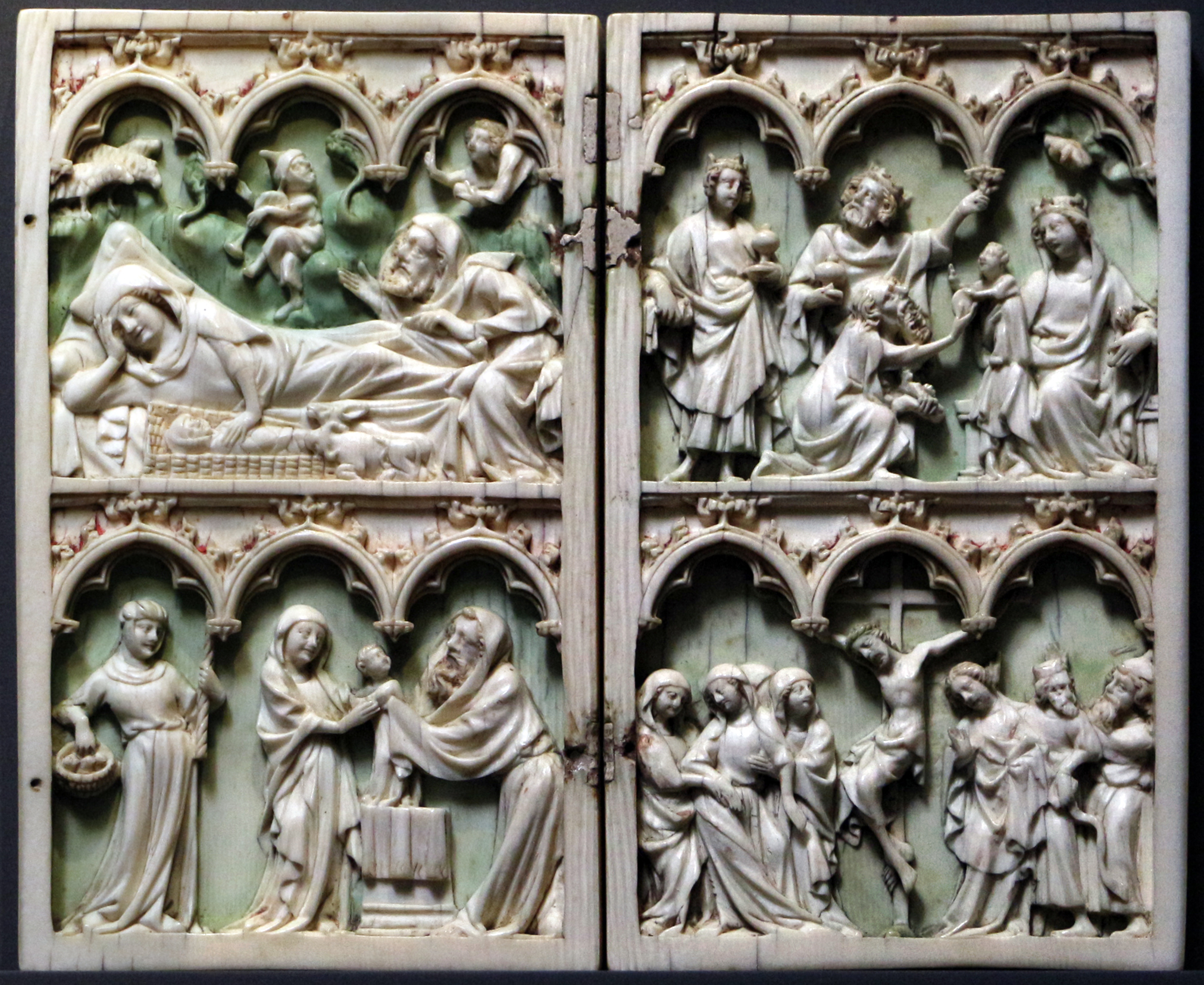
Scènes de la vie du Christ (1375-1380)
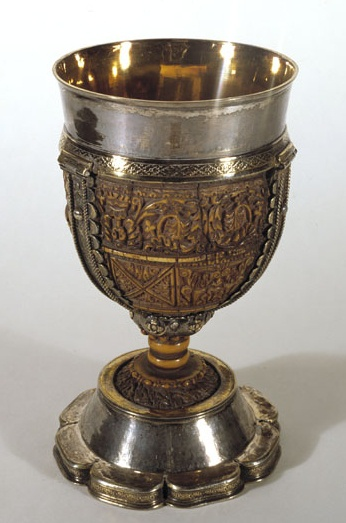
Calice de saint Lébuin (fin VIIIe siècle)

### Autres œuvres (sélection)

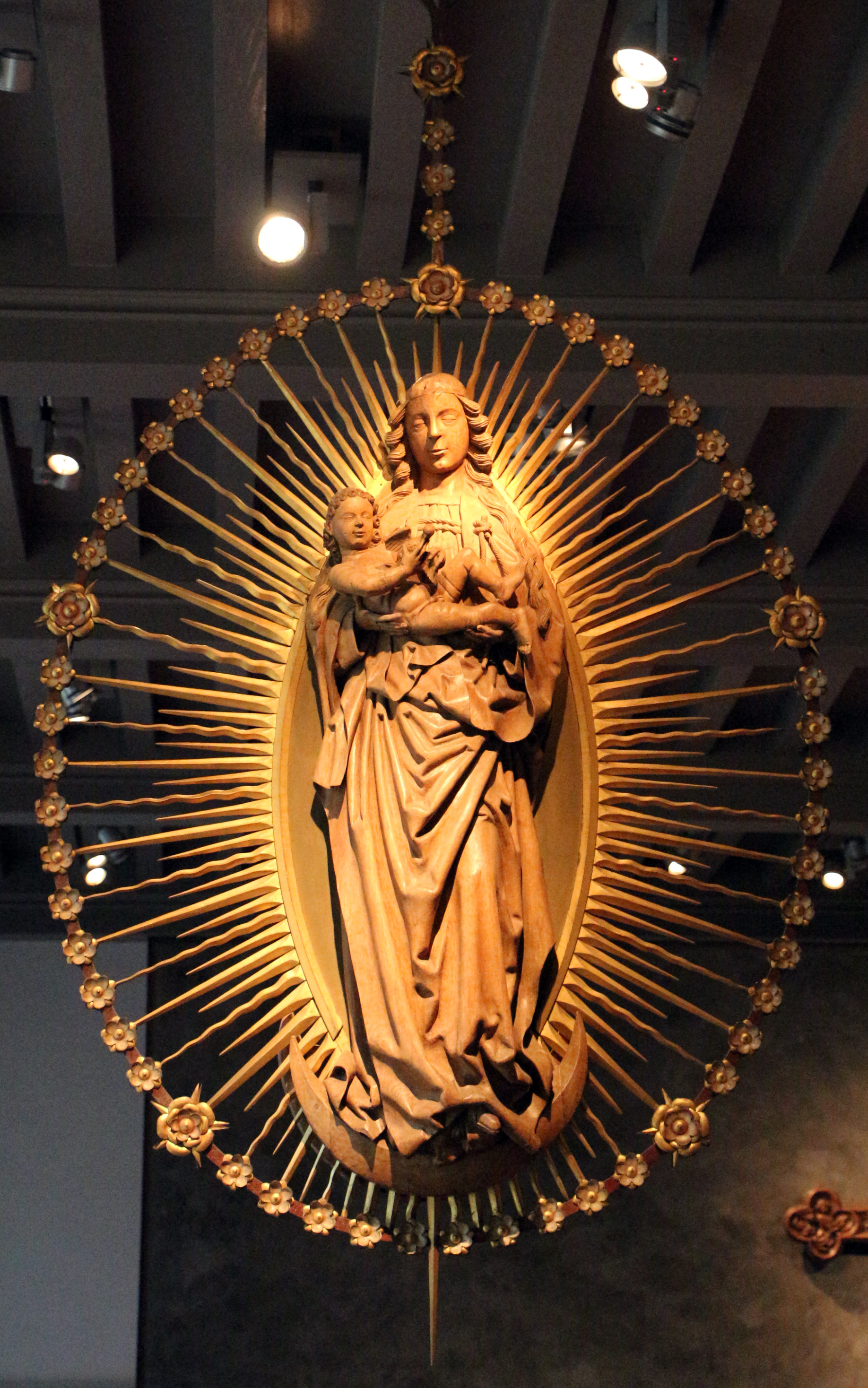
Vierge à l'enfant en gloire, vers 1490, atelier du Maître d'Elsloo.

### Peinture hollandaise
La peinture hollandaise des XVIe et XVIIe siècles est représentée par des œuvres de Jan van Scorel, Rembrandt, Frans Hals et Pieter Saenredam. Des œuvres d'art récentes présentes au musée sont de Jan Toorop, Shinkichi Tajiri, Frans Franciscus et Marc Mulders (nl).

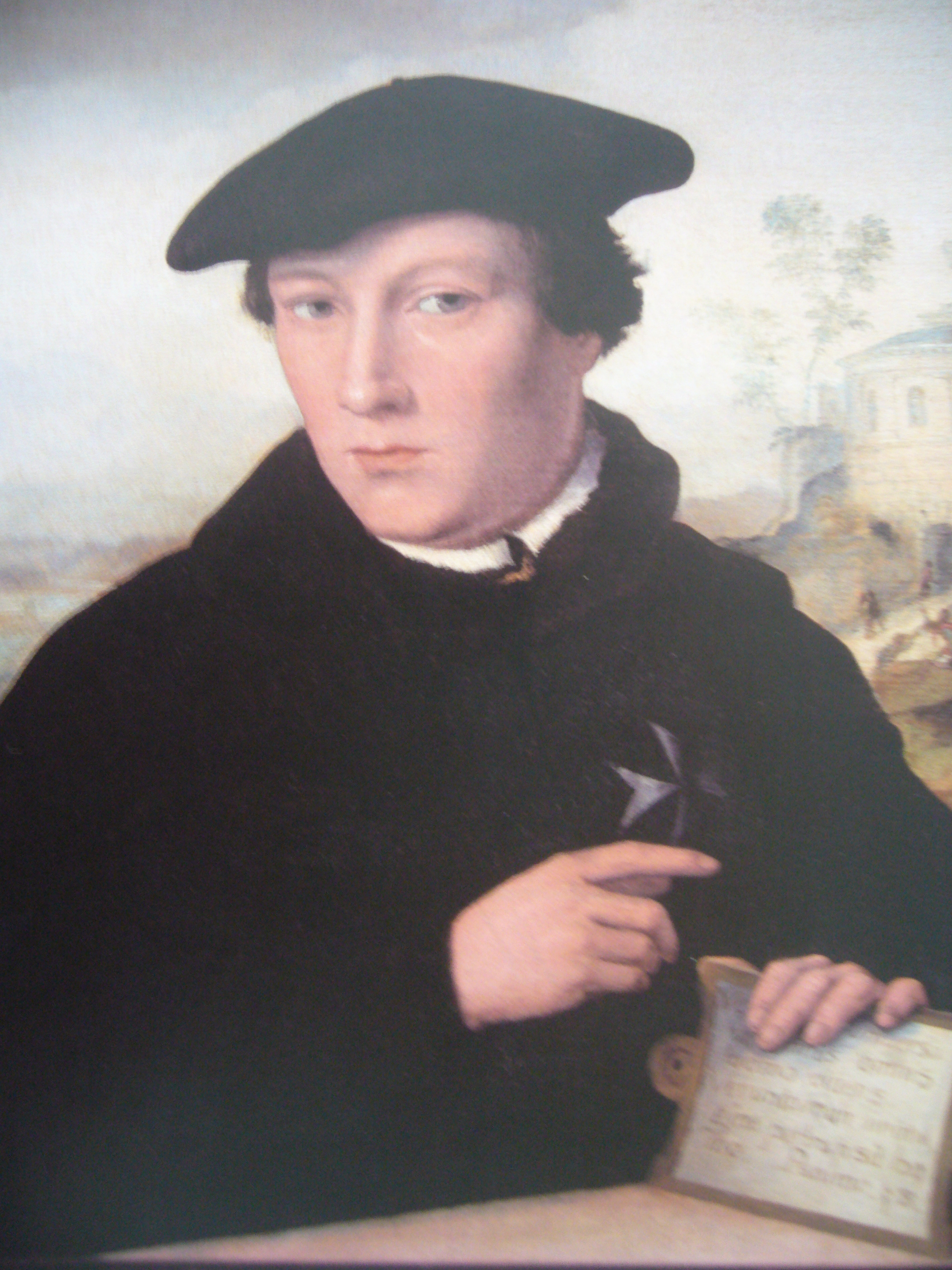
Hendrick Barck, bailli de 1561–1602, avec la croix de l'ordre de Saint-Jean. Tableau attribué à Jan van Scorel (vers 1561–1565).